# Francisco Rada
Francisco Rada Batista (Plato, Magdalena, 11 de mayo de 1907-Santa Marta, 17 de junio de 2003) fue un cantautor, compositor y acordeonero colombiano. Fue unos de los primeros juglares del vallenato.

## Biografía
Nació en la Vereda los Veranillos cerca de Plato Magdalena. Sus padres fueron Alberto Rada Ballesta (otro juglar de la música de acordeón) y María Gregoria Batista Villarreal. A pesar de no haber aprendido a escribir (sólo a los 80 años aprendió a escribir su nombre) logró que el INEM de Cartagena le concediera el título de Bachiller Honoris Causa. Su trabajo musical fue más que destacado. Con orgullo aseguró en varias oportunidades que nació con la virtud de ejecutar el acordeón. Su trabajo fue prolífico y su repertorio de composiciones supera las mil quinientas canciones, de las cuales la mayoría están inéditas.
La muerte de pacho rada le llegó tras complicaciones provocadas por una enfermedad en los pulmones que padecía desde hacía varios años. Su cuerpo fue velado por varias horas en la que fuera su casa, «un ranchito» como él la llamaba, ubicado en la parte alta del barrio La Paz, en las afueras de Santa Marta y en el cual vivió por más de 26 años. El entierro que en realidad fue una musical despedida, donde la fiesta y los acordeones se hicieron presentes, fue en el Cementerio San Jacinto del corregimiento de Gaira.
Entre sus más famosas composiciones se encuentran «El Tigre de la Montaña», «La Lira Plateña», «El Caballo Liberal», «Te vas María», «Los desprecios de Manuela», «Los papeles», «Cipote Luto», «Levántate María», «El botón de oro», «La puerca» y «Abraham con la botella», entre muchas otras. Además, de la música, en 1998 se dejó seducir por el cine y protagonizó el largometraje «El acordeón del diablo», una producción suiza-alemana dirigida por Stefan Schwietert.

## Discografía
- 1973 Sipote Luto[3]
- 1996 Canto Parrandero[4]